# Feyenoord (vrouwenvoetbal)
Feyenoord Vrouwen is een Nederlands vrouwenvoetbalteam uit het Zuid-Hollandse Rotterdam, onderdeel van Feyenoord dat is opgericht op 19 juli 1908, dat sinds het seizoen 2021/22 uitkomt in de Eredivisie Vrouwen. De thuisbasis van het team, voor zowel de trainingen als de wedstrijden, is Sportcomplex Varkenoord.

## Geschiedenis

### Opbouw
In 2017 maakte Eric Gudde, destijds algemeen directeur van Feyenoord, al bekend het voornemen te hebben met een vrouwenvoetbalelftal uit te komen in de Vrouwen Eredivisie. Feyenoord begon met het opstarten van een academy voor meidenvoetbal, waarmee het de eerste talenten uit de regio kon scouten. Oud-international Manon Melis speelde sinds het begin een belangrijke rol in het opbouwen van het meiden-/vrouwenvoetbal binnen de club. Zo werd er gestart met meidenelftallen in de leeftijd van 13 tot 16 jaar. In 2019 trad Feyenoord met een elftal toe tot de Vrouwen Beloftencompetitie, dit was een volgende stap richting een volwaardig vrouwenvoetbalelftal in de Eredivisie. Op woensdag 31 maart 2021 werd bekend dat Feyenoord vanaf het seizoen 2021/22 voor het eerst deel zou gaan nemen aan de Eredivisie Vrouwen. Danny Mulder werd op 3 mei 2021 aangekondigd als de eerste hoofdtrainer van het elftal. Hij was sinds medio 2019 al trainer van het beloftenelftal. De eerste speelsters die bekend werden gemaakt voor Feyenoord Vrouwen 1 waren ook afkomstig uit het beloftenelftal.

### Aftrap
Het vrouwenvoetbalelftal van Feyenoord begon op 12 juli 2021 aan de voorbereiding op haar eerste seizoen in de Vrouwen Eredivisie met een training op Varkenoord. Het elftal van Mulder speelde op 24 juli 2021 haar eerste wedstrijd tegen het Belgische Standard Luik. Het vriendschappelijke duel eindigde in 1–0, nadat July Schneijderberg vlak voor tijd de allereerste treffer scoorde voor het elftal. Op 29 augustus 2021 speelde de Feyenoord Vrouwen haar eerste officiële wedstrijd in de Vrouwen Eredivisie uit tegen ADO Den Haag. Deze wedstrijd eindigde in een 1–1 gelijkspel. Sophie Cobussen was met een kopbal de maker van het eerste officiële doelpunt van de Feyenoord Vrouwen. Hierna verliep het eerste deel van de competitie verrassend goed en na zeven speelronden was Feyenoord voor het eerst koploper in de eredivisie. Halverwege het eerste seizoen stond de ploeg op een vierde plaats op de ranglijst met 22 punten uit 13 wedstrijden, waaronder verrassende overwinningen tegen Ajax (4-1) en PSV (2-1). In de tweede seizoenshelft presteerde de ploeg wisselvalliger en sloot het uiteindelijk als nummer vijf de competitie af. Feyenoord hoopte in het tweede seizoen een volgende stap omhoog te zetten, maar door tegenvallende resultaten zag het zich genoodzaakt het contract van hoofdtrainer Mulder te ontbinden. Assistent Sandra van Tol nam de taken tijdelijk waar, waarna Jessica Torny als nieuwe hoofdtrainer werd aangesteld. Het team eindigde het seizoen uiteindelijk op de zevende plaats.
Feyenoord werd in mei 2023, na Ajax, PSV en Twente, de vierde Nederlandse club met een CAO binnen de Vrouwen Eredivisie. De ploeg begon haar derde seizoen uiterst teleurstellend en stond halverwege slechts op de tiende plaats in de competitie met acht punten uit elf wedstrijden. In de tweede seizoenshelft verbeterde de resultaten, zo werden er zestien punten verzameld en bereikte het de halve finale van de KNVB Beker. Na afloop van het seizoen werd het contract van hoofdtrainer Torny met een jaar verlengd en werd de ploeg op enkele posities vernieuwd. Daartegenover stond het vertrek van onder andere Cheyenne van den Goorbergh, Maxime Bennink en aanvoerder Sisca Folkertsma. Met een vernieuwde selectie verbeterde de resultaten van het vrouwenelftal ten opzichte van het voorgaande seizoen, maar kon het niet mee in de titelstrijd die ontstond. Wel reikte het elftal van Torny opnieuw tot de halve finale van de KNVB Beker, waarin ditmaal PSV met 0-3 te sterk was.

## Stadion

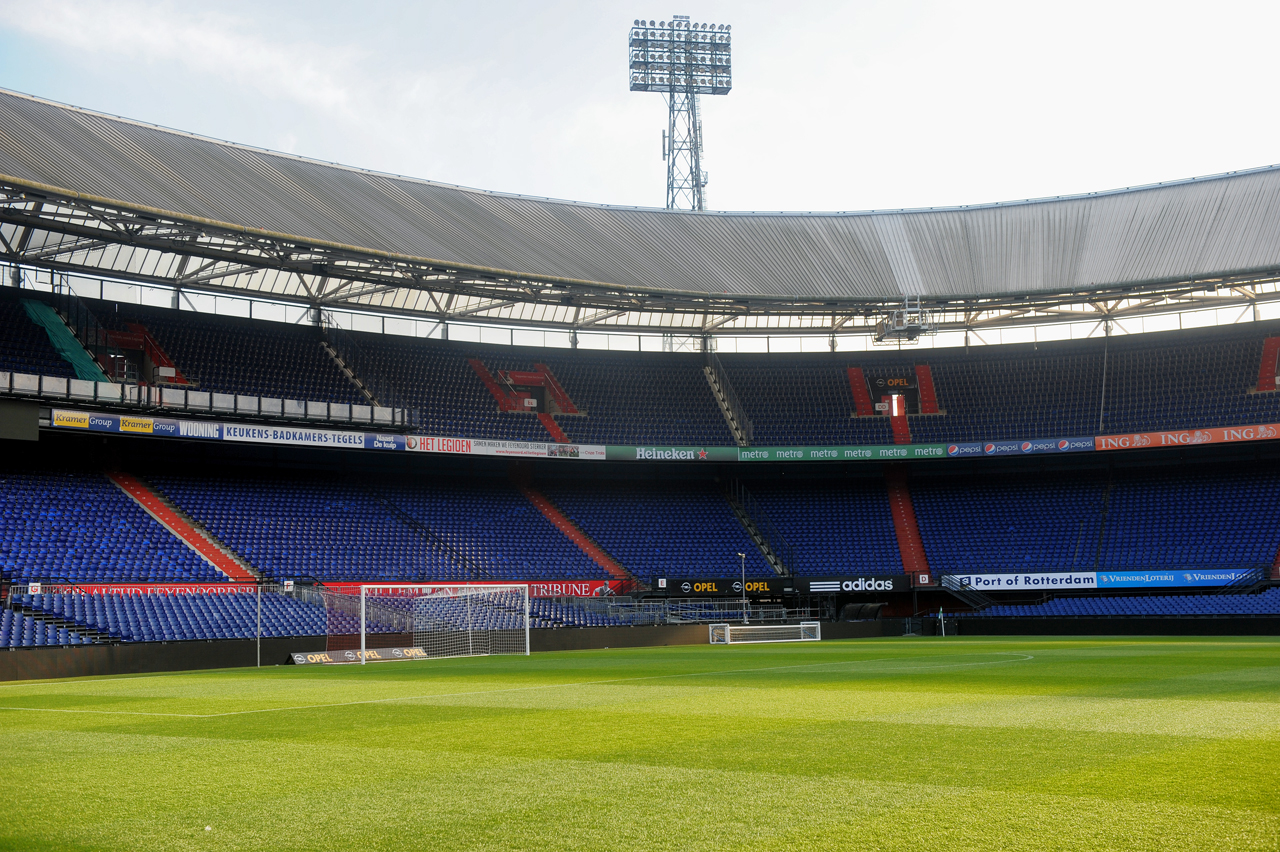
Stadion Feijenoord, De Kuip

De Feyenoord Vrouwen spelen hun wedstrijden sinds de start van hun deelname aan de Vrouwen Eredivisie op Sportcomplex Varkenoord, maar voor enkele speciale wedstrijden wordt er ook weleens uitgeweken naar De Kuip.
Op 14 mei 2022 speelde de Feyenoord Vrouwen voor het eerst een officiële wedstrijd in De Kuip. Ajax was hierin de tegenstander (1-4). Het aantal toeschouwers bij de wedstrijd was op dat moment het hoogste ooit bij een Vrouwen Eredivisie-wedstrijd: 14.618.

## Trainingscomplex

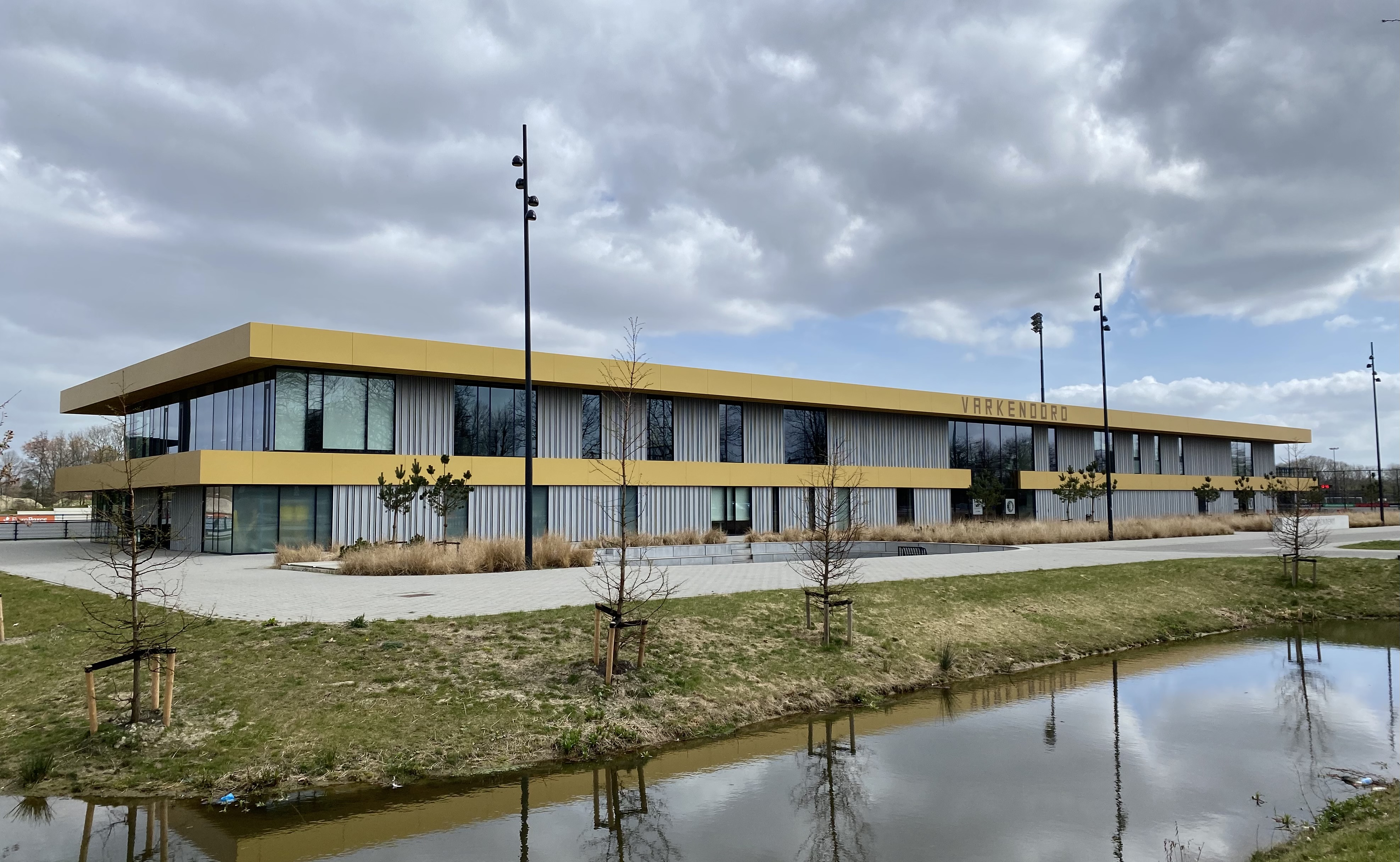
Hoofdgebouw Sportcomplex Varkenoord

Bij de lancering van het eerste vrouwenelftal op 31 maart 2021 werd bekend dat Sportcomplex Varkenoord de officiële trainings- en wedstrijdlocatie zou worden voor de Feyenoord Vrouwen. In de jaren ervoor maakte de opleiding al gebruik van de velden, maar moest er ook uitgeweken worden naar de velden van LMO. Het complex biedt rondom wedstrijden plaats aan ongeveer 2.000 toeschouwers, onder andere op de overdekte Giovanni van Bronckhorst tribune en de staantribune daar tegenover.

## Sponsoren
| Periode   | Kledingsponsor | Shirtsponsors       | Shirtsponsors       | Shirtsponsors | Trainingssponsor |
| Periode   | Kledingsponsor | Borst               | Rug                 | Mouw          | Trainingssponsor |
| --------- | -------------- | ------------------- | ------------------- | ------------- | ---------------- |
| 2021–2023 | Adidas         | EuroParcs           |                     | TOTO          | D&R Group        |
| 2023–2024 | Castore        | Prijsvrij Vakanties | EuroParcs           | TOTO          | D&R Group        |
| 2024–2025 | Castore        | Qterminals          | Prijsvrij Vakanties | TOTO          | Qterminals       |
| 2025–2026 | Castore        | Qterminals          | Prijsvrij Vakanties | JOE           | Qterminals       |
| 2026–2027 | Castore        | Qterminals          | Prijsvrij Vakanties |               | Qterminals       |
| 2027–2029 | Castore        |                     |                     |               |                  |

## Organisatie
| Functie                           | Naam                             | Sinds                            |
| Stichting Continuïteit Feyenoord  | Stichting Continuïteit Feyenoord | Stichting Continuïteit Feyenoord |
| --------------------------------- | -------------------------------- | -------------------------------- |
| Voorzitter                        | Allard Castelein                 | 2024                             |
| Leden                             | Pim Blokland                     | 2019                             |
| Leden                             | Michiel Gilsing                  | 2018                             |
| Leden                             | Ronald Brus                      | 2024                             |
| Leden                             | Dick van Well                    | 2015                             |
| Raad van Commissarissen           |                                  |                                  |
| President-Commissaris             | Toon van Bodegom                 | 2018                             |
| Commissarissen                    | Eelco Blok                       | 2023                             |
| Commissarissen                    | Alexander van der Lely           | 2024                             |
| Commissarissen                    | Rob Tromp                        | 2024                             |
| Commissarissen                    | Sjaak Troost                     | 2020                             |
| Directie                          |                                  |                                  |
| Algemeen directeur                | Dennis te Kloese                 | 2022                             |
| Financieel directeur              | Pieter Smorenburg                | 2019                             |
| Commercieel directeur             | Ruud van der Knaap               | 2023                             |
| Venue Director Stadion Feijenoord | Lilian de Leeuw                  | 2023                             |
| Management Vrouwenvoetbal         |                                  |                                  |
| Development Manager               | Jelle Goes                       | 2024                             |
| Head of Women's Football          | Manon Melis                      | 2021                             |

Laatste update: 25 februari 2025

## Teams

### Feyenoord Vrouwen 1

#### Selectie
| Nr.           | Naam                      | Competitie  | Competitie  | Beker       | Beker       | Europa      | Europa      | Overig      | Overig      | Totaal      | Totaal      | Sinds       | Contract    | Vorige club        | Debuut            | Debuutwedstrijd                  |
| Nr.           | Naam                      | W           | Doelpunten  | W           | Doelpunten  | W           | Doelpunten  | W           | Doelpunten  | W           | Doelpunten  | Sinds       | Contract    | Vorige club        | Debuut            | Debuutwedstrijd                  |
| Doelvrouwen   | Doelvrouwen               | Doelvrouwen | Doelvrouwen | Doelvrouwen | Doelvrouwen | Doelvrouwen | Doelvrouwen | Doelvrouwen | Doelvrouwen | Doelvrouwen | Doelvrouwen | Doelvrouwen | Doelvrouwen | Doelvrouwen        | Doelvrouwen       | Doelvrouwen                      |
| ------------- | ------------------------- | ----------- | ----------- | ----------- | ----------- | ----------- | ----------- | ----------- | ----------- | ----------- | ----------- | ----------- | ----------- | ------------------ | ----------------- | -------------------------------- |
| 1             | Jacintha Weimar           | 82          | 0           | 4           | 0           | 0           | 0           | 0           | 0           | 86          | 0           | 2021        | 2026        | SC Sand            | 29 augustus 2021  | ADO Den Haag - Feyenoord, 1-1    |
| 16            | Roos van Eijk             | 0           | 0           | 0           | 0           | 0           | 0           | 0           | 0           | 0           | 0           | 2024        |             | AC Milan           |                   |                                  |
| 20            | Claire Dinkla             | 0           | 0           | 0           | 0           | 0           | 0           | 0           | 0           | 0           | 0           | 2025        | 2026        | Fortuna Sittard    |                   |                                  |
| Verdedigers   |                           |             |             |             |             |             |             |             |             |             |             |             |             |                    |                   |                                  |
| 3             | Akari Takeshige           | 0           | 0           | 0           | 0           | 0           | 0           | 0           | 0           | 0           | 0           | 2025        | 2028        | Telstar            |                   |                                  |
| 4             | Amber Verspaget           | 59          | 1           | 7           | 1           | 0           | 0           | 0           | 0           | 66          | 2           | 2022        | 2026        | ADO Den Haag       | 16 september 2022 | Feyenoord - Excelsior, 2-1       |
| 5             | Celainy Obispo            | 83          | 6           | 8           | 0           | 0           | 0           | 0           | 0           | 91          | 6           | 2021        | 2026        | ADO Den Haag       | 29 augustus 2021  | ADO Den Haag - Feyenoord, 1-1    |
| 6             | Justine Brandau           | 67          | 0           | 5           | 0           | 0           | 0           | 0           | 0           | 72          | 0           | 2021        | 2026        | AFC Ajax           | 29 augustus 2021  | ADO Den Haag - Feyenoord, 1-1    |
| 18            | Lucy Heij                 | 5           | 0           | 1           | 0           | 0           | 0           | 0           | 0           | 6           | 0           | 2024        |             |                    | 27 januari 2024   | Feyenoord - FC Twente, 0-3       |
| 24            | Bridget Jno Baptiste      | 8           | 0           | 1           | 0           | 0           | 0           | 0           | 0           | 9           | 0           | 2023        | 2026        | VV Dongen          | 26 februari 2023  | Feyenoord - PSV, 1-4             |
| 26            | Sanne de Paus             | 0           | 0           | 0           | 0           | 0           | 0           | 0           | 0           | 0           | 0           | 2024        |             |                    |                   |                                  |
| Middenvelders |                           |             |             |             |             |             |             |             |             |             |             |             |             |                    |                   |                                  |
| 7             | Kokona Iwasaki            | 0           | 0           | 0           | 0           | 0           | 0           | 0           | 0           | 0           | 0           | 2025        | 2028        | Tokyo Verdy Beleza |                   |                                  |
| 8             | Emma Pijnenburg           | 16          | 1           | 6           | 0           | 0           | 0           | 0           | 0           | 22          | 1           | 2024        | 2026        |                    | 16 februari 2024  | ADO Den Haag - Feyenoord, 1-1    |
| 9             | Sanne Koopman             | 60          | 8           | 6           | 2           | 0           | 0           | 0           | 0           | 66          | 10          | 2022        | 2026        | VV Alkmaar         | 16 september 2022 | Feyenoord - Excelsior, 2-1       |
| 10            | Kirsten van de Westeringh | 13          | 1           | 1           | 1           | 0           | 0           | 0           | 0           | 14          | 2           | 2023        | 2026        | ADO Den Haag       | 10 september 2023 | Utrecht - Feyenoord, 4-2         |
| 14            | Esmee de Graaf            | 60          | 20          | 7           | 0           | 0           | 0           | 0           | 0           | 67          | 20          | 2022        | 2027        | Leicester City     | 16 september 2022 | Feyenoord - Excelsior, 2-1       |
| 21            | Tess van Bentem           | 41          | 0           | 4           | 0           | 0           | 0           | 0           | 0           | 45          | 0           | 2023        | 2027        | PEC Zwolle         | 10 september 2023 | Utrecht - Feyenoord, 4-2         |
| 22            | Eva van Deursen           | 0           | 0           | 0           | 0           | 0           | 0           | 0           | 0           | 0           | 0           | 2025        | 2027        | SD Eibar           |                   |                                  |
| 27            | Talia DellaPeruta         | 0           | 0           | 0           | 0           | 0           | 0           | 0           | 0           | 0           | 0           | 2024        | 2026        | UC Sampdoria       |                   |                                  |
| Aanvallers    |                           |             |             |             |             |             |             |             |             |             |             |             |             |                    |                   |                                  |
| 17            | Noëlle van der Sluijs     | 41          | 2           | 5           | 0           | 0           | 0           | 0           | 0           | 46          | 2           | 2023        | 2027        |                    | 17 september 2023 | Feyenoord - Fortuna Sittard, 1-3 |
| 19            | Fleur Stoit               | 0           | 0           | 0           | 0           | 0           | 0           | 0           | 0           | 0           | 0           | 2025        | 2027        | PSV                |                   |                                  |
| 23            | Mao Itamura               | 10          | 2           | 3           | 2           | 0           | 0           | 0           | 0           | 13          | 4           | 2025        | 2027        | JFA Academy        | 25 januari 2025   | AZ - Feyenoord, 0-1              |
| 25            | Romeé van de Lavoir       | 75          | 9           | 8           | 3           | 0           | 0           | 0           | 0           | 83          | 12          | 2021        | 2027        |                    | 29 augustus 2021  | ADO Den Haag - Feyenoord, 1-1    |
| 28            | Zera Hulswit              | 7           | 1           | 3           | 0           | 0           | 0           | 0           | 0           | 10          | 1           | 2025        | 2027        | PSV                | 8 februari 2025   | Ajax - Feyenoord, 2-0            |
| 29            | Dechamaily Lont           | 15          | 1           | 1           | 0           | 0           | 0           | 0           | 0           | 16          | 1           | 2023        | 2026        | Excelsior          | 9 december 2023   | Feyenoord - ADO Den Haag, 1-1    |
| 33            | Ella Van Kerkhoven        | 28          | 18          | 6           | 4           | 0           | 0           | 0           | 0           | 34          | 22          | 2024        | 2026        | KRC Genk           | 10 februari 2024  | Ajax - Feyenoord, 4-0            |
| 42            | Esther Buabadi            | 10          | 0           | 2           | 0           | 0           | 0           | 0           | 0           | 12          | 0           | 2024        | 2026        | RSC Anderlecht     | 29 september 2024 | Feyenoord - AZ, 1-1              |

* Wedstrijdstatistieken bijgewerkt tot en met 18 mei 2025 na Heerenveen – Feyenoord (2-0). Europese statistieken zijn inclusief kwalificatiewedstrijden.

 * Bij blessures of schorsingen wordt het team aangevuld met jeugdspelers. Als de naam cursief is, dan betreft dit een jeugdspeler die dit seizoen (2025/26) minuten heeft gemaakt.

 * Als de vorige club cursief weergegeven wordt dan is deze speler door Feyenoord verhuurd geweest aan de betreffende club.
| Verhuurde spelers | Verhuurde spelers | Verhuurde spelers      | Verhuurde spelers      | Verhuurde spelers      | Verhuurde spelers      | Verhuurde spelers      | Verhuurde spelers      | Verhuurde spelers      | Verhuurde spelers      | Verhuurde spelers      | Verhuurde spelers      | Verhuurde spelers      | Verhuurde spelers      | Verhuurde spelers | Verhuurde spelers |
| ----------------- | ----------------- | ---------------------- | ---------------------- | ---------------------- | ---------------------- | ---------------------- | ---------------------- | ---------------------- | ---------------------- | ---------------------- | ---------------------- | ---------------------- | ---------------------- | ----------------- | ----------------- |
| Linie             | Naam              | Gegevens bij Feyenoord | Gegevens bij Feyenoord | Gegevens bij Feyenoord | Gegevens bij Feyenoord | Gegevens bij Feyenoord | Gegevens bij Feyenoord | Gegevens bij Feyenoord | Gegevens bij Feyenoord | Gegevens bij Feyenoord | Gegevens bij Feyenoord | Gegevens bij Feyenoord | Gegevens bij Feyenoord | Verhuurd aan      | Verhuurd tot      |
| Linie             | Naam              | Competitie             | Competitie             | Beker                  | Beker                  | Europa                 | Europa                 | Overig                 | Overig                 | Totaal                 | Totaal                 | Sinds                  | Contract               | Verhuurd aan      | Verhuurd tot      |
| Linie             | Naam              | W                      | Doelpunten             | W                      | Doelpunten             | W                      | Doelpunten             | W                      | Doelpunten             | W                      | Doelpunten             | Sinds                  | Contract               | Verhuurd aan      | Verhuurd tot      |
| D                 | Oliwia Szymczak   | 6                      | 0                      | 4                      | 0                      | 0                      | 0                      | 0                      | 0                      | 10                     | 0                      | 2023                   | 2028                   | PEC Zwolle        | 2026              |

#### Staf
| Functie                      | Naam                | Sinds           | Contract        | Vorige club     |
| Technische staf              | Technische staf     | Technische staf | Technische staf | Technische staf |
| ---------------------------- | ------------------- | --------------- | --------------- | --------------- |
| Hoofdtrainer                 | Jessica Torny       | 2022            | 2027            | Nederland       |
| Assistent-trainer            | Marc Pieters        | 2023            |                 | FC Volendam     |
| Assistent-trainer            | Max Tjaden          | 2024            |                 | KNVB            |
| Keeperstrainer               | Arjan van der Kaaij | 2023            |                 |                 |
| Teammanager                  | Sandra van Voorden  | 2024            |                 |                 |
| Medische- & Performance staf |                     |                 |                 |                 |
| Performance trainer          | vacant              | 2025            |                 |                 |
| Fysiotherapeut               | Marjolein Kusters   | 2021            |                 |                 |
| Overige staf                 |                     |                 |                 |                 |
| Spelersbegeleider            | Patty Damsma        | 2023            |                 |                 |

Laatste update: 1 juli 2025

### Feyenoord Jong Vrouwen
Het Feyenoord Jong Vrouwen elftal komt sinds 2021 uit in de Vrouwen Eerste divisie van de KNVB. Het elftal dient als opstap richting het eerste elftal voor de jonge talenten van de club.

### Jeugdelftallen
De meidenjeugdopleiding van Feyenoord bestaat sinds het seizoen 2022/23 enkel uit een elftal van speelsters Onder 16.

## Overzichtslijsten

### Competitieresultaten
- 2022 5e
Eredivisie
- 2023 7e
Eredivisie
- 2024 8e
Eredivisie
- 2025 5e
Eredivisie

In elke staaf van de grafiek staat van boven naar beneden vermeld: 
- Eindnotering

Dit is de positie die de club heeft bereikt in de competitie, zonder eventuele beslissings-, play-off- of nacompetitiewedstrijden die nodig zijn geweest om bijvoorbeeld de kampioen van de competitie te bepalen.
Indien een * achter het getal staat is de notering een tussenstand en kan het zijn dat de notering niet overeenkomt met de uiteindelijke eindstand van de competitie.
Staat er een - dan is het seizoen nog bezig en is er geen definitieve uitslag bekend.
Staat er xx op de positie van de notering, dan heeft de club vroegtijdig de competitie verlaten. Dit kan onder andere komen door terugtrekking van het team, faillissement van de club of door een uitgedeelde straf van de KNVB. In veel gevallen staat elders in het artikel de reden vermeld.
Staat er een ? dan is het resultaat uit het verleden onbekend, en is alleen de competitie of het niveau bekend van dat seizoen.
In de seizoenen 2019/20 en 2020/21 werd wegens de coronacrisis het amateurvoetbal afgebroken. Daardoor kennen deze staven geen eindklassering (middels -- weergegeven).
- Competitieniveau en afdelingsletter of Officiële eindstand Eredivisie
  - Competitieniveau en afdelingsletter

Hierbij geeft het getal het niveau weer, dat ook terug te vinden is in de legenda. De letter is de afdelingsaanduiding en wordt gebruikt wanneer er meer afdelingen zijn op hetzelfde niveau. De afdelingsletter is altijd een hoofdletter en wordt meestal zonder nummer gebruikt.
Voorbeeld: 2F is niveau 2e klasse competitie F.
Het competitieniveau en nummer wordt niet vermeld wanneer er slechts één competitie van dit niveau was.
  - Officiële eindstand Eredivisie (getal staat tussen haakjes vermeld)

Sinds de introductie van play-offwedstrijden voor Europees voetbal na afloop van de reguliere competitie in 2005/06, is de KNVB verplicht een eindstand van de Eredivisie door te geven aan de UEFA aan de hand van deze play-offwedstrijden.
Bij deze eindstand staan clubs die zich hebben gekwalificeerd voor Europees voetbal hoger dan clubs die zich niet wisten te kwalificeren. Indien er geen verschil was tussen de eindnotering en de officiële eindstand, staat dit getal niet vermeld.

- Onderafdeling

Hier staat afgekort de naam van de onderafdeling indien de club in dat jaar in een onderafdeling uitkwam. Tevens staat deze afkorting in de legenda en wordt gelinkt naar het artikel over deze onderafdeling. Deze afkorting wordt alleen vermeld wanneer de club in het verleden in verschillende onderafdelingen heeft gespeeld. Deze vermelding is in de staaf altijd in kleine letters. Deze onderafdelingen zijn na het seizoen 1995/96 afgeschaft. Heeft de club in slechts één onderafdeling gespeeld, dan is dit alleen terug te vinden in de legenda.
Onder de staaf staat het jaartal vermeld waarin het seizoen is afgesloten. 15 verwijst naar het seizoen 2014/15 of eventueel het seizoen 1914/15.
Wanneer een staaf leeg is, zijn deze gegevens niet bekend. Het kan ook zijn dat de club dat seizoen niet heeft meegespeeld op het hogere amateurniveau, vroegtijdig de competitie heeft verlaten of uit de competitie is gezet.

In het seizoen 1944/45 was er wegens de Tweede Wereldoorlog geen regulier competitievoetbal.
- Eredivisie

### Seizoensoverzichten
| Resultaten van Feyenoord sinds de toetreding in het vrouwenvoetbal in 2021 | Resultaten van Feyenoord sinds de toetreding in het vrouwenvoetbal in 2021 | Resultaten van Feyenoord sinds de toetreding in het vrouwenvoetbal in 2021 | Resultaten van Feyenoord sinds de toetreding in het vrouwenvoetbal in 2021 | Resultaten van Feyenoord sinds de toetreding in het vrouwenvoetbal in 2021 | Resultaten van Feyenoord sinds de toetreding in het vrouwenvoetbal in 2021 | Resultaten van Feyenoord sinds de toetreding in het vrouwenvoetbal in 2021 | Resultaten van Feyenoord sinds de toetreding in het vrouwenvoetbal in 2021 | Resultaten van Feyenoord sinds de toetreding in het vrouwenvoetbal in 2021 | Resultaten van Feyenoord sinds de toetreding in het vrouwenvoetbal in 2021 | Resultaten van Feyenoord sinds de toetreding in het vrouwenvoetbal in 2021 | Resultaten van Feyenoord sinds de toetreding in het vrouwenvoetbal in 2021 | Resultaten van Feyenoord sinds de toetreding in het vrouwenvoetbal in 2021 | Resultaten van Feyenoord sinds de toetreding in het vrouwenvoetbal in 2021 |
| Seizoen                                                                    | Competitie                                                                 | Competitie                                                                 | Competitie                                                                 | Competitie                                                                 | Competitie                                                                 | Competitie                                                                 | Competitie                                                                 | Competitie                                                                 | Competitie                                                                 | Kwalificatie                                                               | KNVB Beker                                                                 | Eredivisie Cup                                                             | Bijzonderheid                                                              |
| Seizoen                                                                    | Divisie                                                                    | GW                                                                         | W                                                                          | G                                                                          | V                                                                          | PNT                                                                        | DV                                                                         | DT                                                                         | POS                                                                        | Kwalificatie                                                               | KNVB Beker                                                                 | Eredivisie Cup                                                             | Bijzonderheid                                                              |
| -------------------------------------------------------------------------- | -------------------------------------------------------------------------- | -------------------------------------------------------------------------- | -------------------------------------------------------------------------- | -------------------------------------------------------------------------- | -------------------------------------------------------------------------- | -------------------------------------------------------------------------- | -------------------------------------------------------------------------- | -------------------------------------------------------------------------- | -------------------------------------------------------------------------- | -------------------------------------------------------------------------- | -------------------------------------------------------------------------- | -------------------------------------------------------------------------- | -------------------------------------------------------------------------- |
| 2021/22                                                                    | Vrouwen Eredivisie                                                         | 24                                                                         | 10                                                                         | 5                                                                          | 9                                                                          | 35                                                                         | 32                                                                         | 40                                                                         | 5e                                                                         |                                                                            | Kwartfinale                                                                | Geen deelname                                                              | Feyenoord treedt toe tot het vrouwenvoetbal                                |
| 2022/23                                                                    | Vrouwen Eredivisie                                                         | 22                                                                         | 7                                                                          | 3                                                                          | 12                                                                         | 24                                                                         | 26                                                                         | 34                                                                         | 8e                                                                         |                                                                            | Achtste finale                                                             | Geen deelname                                                              |                                                                            |
| 2023/24                                                                    | Vrouwen Eredivisie                                                         | 22                                                                         | 7                                                                          | 3                                                                          | 12                                                                         | 24                                                                         | 26                                                                         | 34                                                                         | 8e                                                                         |                                                                            | Halve finale                                                               | Geen deelname                                                              |                                                                            |
| 2024/25                                                                    | Vrouwen Eredivisie                                                         | 22                                                                         | 12                                                                         | 2                                                                          | 8                                                                          | 38                                                                         | 55                                                                         | 29                                                                         | 5e                                                                         |                                                                            | Halve finale                                                               | Geen deelname                                                              |                                                                            |
| 2025/26                                                                    | Vrouwen Eredivisie                                                         |                                                                            |                                                                            |                                                                            |                                                                            |                                                                            |                                                                            |                                                                            | e                                                                          |                                                                            |                                                                            |                                                                            |                                                                            |

### Aanvoerders
- 2021–2023:  Annouk Boshuizen
- 2023–2024:  Sisca Folkertsma
- 2024–2025:  Maruschka Waldus
- 2025–0000: n.n.b.

## Voetnoten
1 Weimar ·
3 Takeshige ·
4 Verspaget ·
5 Obispo ·
6 Brandau ·
7 Iwasaki ·
8 Pijnenburg ·
9 Koopman ·
10 Van de Westeringh ·
14 De Graaf ·
16 Van Eijk ·
17 Van der Sluijs ·
18 Heij ·
19 Stoit ·
21 Van Bentem ·
23 Itamura ·
24 Baptiste ·
25 Van de Lavoir ·
26 De Paus ·
27 DellaPeruta ·
28 Hulswit ·
29 Lont ·
33 Van Kerkhoven ·
42 Buabadi ·
Van Deursen ·
Dinkla ·
Coach: Torny
Assistent-coach: Pieters
Assistent-coach: Tjaden
Keeperstrainer: Van der Kaaij
Mannen
1954/55 · 1955/56 · 1956–1988 · 1988/89 · 1989/90 · 1990/91 · 1991/92 · 1992/93 · 1993/94 · 1994/95 · 1995/96 · 1996/97 · 1997/98 · 1998/99 · 1999/00 · 2000/01 · 2001/02 · 2002/03 · 2003/04 · 2004/05 · 2005/06 · 2006/07 · 2007/08 · 2008/09 · 2009/10 · 2010/11 · 2011/12 · 2012/13 · 2013/14 · 2014/15 · 2015/16 · 2016/17 · 2017/18 · 2018/19 · 2019/20 · 2020/21 · 2021/22 · 2022/23 · 2023/24 · 2024/25 · 2025/26

Vrouwen
2021/22 · 2022/23 · 2023/24 · 2024/25 · 2025/26
ADO Den Haag · Ajax · AZ · Excelsior · Feyenoord · sc Heerenveen · NAC Breda · PEC Zwolle · PSV · Telstar · FC Twente · FC Utrecht